# بول كباكا
بول كباكا (بالإنجليزية: Paul Kpaka)‏ (7 أغسطس 1981 بكينيما في سيراليون - ) هو لاعب كرة قدم سيراليوني في مركز الهجوم. شارك مع منتخب سيراليون لكرة القدم. أما مع النوادي، فقد لعب مع بيرسخوت إيه سي وريسنغ وايت ديرنغ مولنبيك وفاينورد ونادي بروكسل ونادي جينك ونادي روسيندال ‏ وK.S.V. Roeselare ‏ ونادي ديجرفورس وChalkanoras Idaliou ‏ ونادي أوسترس وإينوسيس نيون باراليمني ‏.

## وصلات خارجية
- بول كباكا على موقع الاتحاد الدولي (مؤرشف)  (الإنجليزية)
- بول كباكا على موقع قاعدة بيانات كرة القدم.إي يو (الإنجليزية)
- بول كباكا على موقع ناشيونال فوتبول تيمز (الإنجليزية)
- بول كباكا على موقع Soccerway.com (الإنجليزية)